# Dysmachus olympicus
Dysmachus olympicus är en tvåvingeart som beskrevs av Emile Janssens 1958. Dysmachus olympicus ingår i släktet Dysmachus och familjen rovflugor. Inga underarter finns listade i Catalogue of Life.